# Allium breviscapum
{{#ifeq:0|0|{{#if:|{{#if:Alliumbreviscapum|[[]}}|}}}}
Allium breviscapum — вид рослин з родини амарилісових (Amaryllidaceae); поширений в Ірані.

## Опис
Схожий на A. akaka в плані квітів, але з дуже відмінними стрічкоподібними листками, яких 4–6 на цибулину (лише 1–2 у A. akaka).

## Поширення
Поширений в західному Ірані.